# Brookside (Terre-Neuve-et-Labrador)
Pour les articles homonymes, voir Brookside.
Brookside est une petite communauté canadienne située sur la péninsule de Burin de l'île de Terre-Neuve dans la province de Terre-Neuve-et-Labrador. Elle est située au sud de la route 215.

## Annexe